# Laók
A laók egy népcsoport Délkelet-Ázsiában. Laoszban 3,6 millióan élnek, ők az államalkotó nép. Laoszon kívül jelentős számban élnek még Thaiföldön (18,7 millió isan lao, 0,4 millió emigráns lao), az Amerikai Egyesült Államokban és a szomszédos államokban, Vietnámban, Mianmarban és Kambodzsában. Kisebb létszámban élnek még Kanadában, Ausztráliában és Franciaországban.